# Lista prezydentów Słowacji
Prezydent Słowacji (słow. Prezident Slovenskej republiky lub Prezidentka Slovenskej republiky) – organ władzy wykonawczej Republiki Słowacji. Jest on wybierany bezpośrednio przez obywateli. Zgodnie z artykułem 102. słowackiej konstytucji prezydent reprezentuje państwo na zewnątrz.

## Chronologiczna lista prezydentów Słowacji

### I Republika Słowacka(1939–1945)
| # | Imię i Nazwisko        | Portret | Kadencja             | Kadencja        | Partia polityczna | Partia polityczna |
| # | Imię i Nazwisko        | Portret | Od                   | Do              | Partia polityczna | Partia polityczna |
| - | ---------------------- | ------- | -------------------- | --------------- | ----------------- | ----------------- |
| 1 | Jozef Tiso (1887–1947) |         | 26 października 1939 | 3 kwietnia 1945 |                   | HSĽS-SSNJ         |

### II Republika Słowacka(od 1993)
- tymczasowo

| # | Imię i Nazwisko             | Portret | Kadencja             | Kadencja             | Partia polityczna | Partia polityczna |
| # | Imię i Nazwisko             | Portret | Od                   | Do                   | Partia polityczna | Partia polityczna |
| - | --------------------------- | ------- | -------------------- | -------------------- | ----------------- | ----------------- |
| — | Vladimír Mečiar (ur. 1942)= |         | 1 stycznia 1993      | 2 marca 1993         |                   | ĽS-HZDS           |
| 1 | Michal Kováč (1930–2016)    |         | 2 marca 1993         | 2 marca 1998         |                   | ĽS-HZDS           |
| — | Vladimír Mečiar (ur. 1942)  |         | 2 marca 1998         | 30 października 1998 |                   | ĽS-HZDS           |
| — | Ivan Gašparovič (ur. 1941)  |         | 14 lipca 1998        | 30 października 1998 |                   | ĽS-HZDS           |
| — | Mikuláš Dzurinda (ur. 1955) |         | 30 października 1998 | 15 czerwca 1999      |                   | KDH               |
| — | Jozef Migaš (ur. 1954)      |         | 30 października 1998 | 15 czerwca 1999      |                   | SDĽ               |
| 2 | Rudolf Schuster (ur. 1934)  |         | 15 czerwca 1999      | 15 czerwca 2004      |                   | SOP/bezpartyjny   |
| 3 | Ivan Gašparovič (ur. 1941)  |         | 15 czerwca 2004      | 15 czerwca 2014      |                   | HZD               |
| 4 | Andrej Kiska (ur. 1963)     |         | 15 czerwca 2014      | 15 czerwca 2019      |                   | bezpartyjny       |
| 5 | Zuzana Čaputová (ur. 1973)  |         | 15 czerwca 2019      | 15 czerwca 2024      |                   | PS/bezpartyjna    |
| 6 | Peter Pellegrini (ur. 1975) |         | 15 czerwca 2024      | nadal                |                   | HLAS-SD           |